# Zemětřesení ve střední Itálii 2017
K sérii zemětřesení ve střední Itálii došlo dopoledne 18. ledna 2017 v kraji Lazio ve střední Itálii. Nejsilnější ze čtyř otřesů měl sílu 5,7 Mw. Zemřelo 34 lidí,  většina v důsledku zemětřesením vyvolané laviny. V oblasti byly evakuovány školy a několik stanic metra v Římě bylo preventivně uzavřeno.

## Lavina na Gran Sasso
Důsledkem těchto zemětřesení byla lavina o hmotnosti 120 00 tun, která se utrhla z hory Monte Siella v pohoří Gran Sasso a 18. ledna 2017 v 16:43 plnou silou zasáhla a zavalila hotel Rigopiano v kraji Abruzzo.
V hotelu se nacházelo 40 osob, 28 hostů a 12 zaměstnanců. Následné záchranné práce komplikovaly nejen obtížné podmínky, neboť přes velké množství sněhu se k zavalenému hotelu nebylo téměř možné dostat, ale také potíže s komunikací. První přeživší tak byli vyproštěni až 20. ledna 2017, poslední nalezený přežil pod troskami dokonce 62 hodin. Lavina si nakonec vyžádala 29 obětí. 